# Lisca (Posavje)
Lisca (948 mnm) je razgledna gora v Posavju, severno od Sevnice. Ima dva vrhova, nižji je Mala Lisca (934 mnm). Na višjem stoji meteorološka radarska postaja, pod njim pa sta dve planinski postojanki: Jurkova koča in Tončkov dom (927 mnm), do katerih vodi asfaltirana cesta. Na zahodnem pobočju stoji cerkev Sveti Jošt (787 mnm). 
Z Lisce se ob lepem vremenu ponuja pogled na mnoge slovenske gore; Snežnik, Kamniško-Savinjske Alpe, Julijske Alpe, Gorjanci s Trdinovim vrhom, Kum, Bohor, Donačka gora idr. Na vrhu te torej pričaka čudovit razgled.
Na vrh se je možno povzpeti tudi po številnih dobro označenih planinskih poteh.
Po Lisci se imenuje tovarna Lisca v Sevnici.